# Distretto di Volodymyrec'
Il distretto di Volodymyrec' (in ucraino Володимирецький район?, Volodymyrec'kyj rajon) era un distretto dell'Ucraina, situato nell'oblast' di Rivne, con capoluogo Volodymyrec'. È stato soppresso in seguito alla riforma amministrativa del 2020.